# Relations entre le Canada et l'Iran
Les relations entre le Canada et l'Iran sont des relations internationales entre un pays d'Amérique et un d'Asie. 

## Historique

### Rupture des liens de 2012
Le 7 septembre 2012, John Baird annonce que le gouvernement canadien a décidé de fermer son ambassade basée à Téhéran et d'arrêter tous liens diplomatiques avec la République islamique. Les diplomates des deux pays ont reçu l'ordre de retourner dans leur pays respectif par ce même gouvernement. Les raisons émises par le gouvernement canadien est que l'Iran continue de soutenir militairement le gouvernement de Bachar el-Assad lors de la Guerre civile syrienne. De plus, le gouvernement canadien accuse l'Iran de contrevenir aux résolutions de l'Organisation des Nations unies en hébergeant un programme nucléaire. Enfin, le gouvernement canadien reproche à l'Iran plusieurs points en ce qui concerne Israël. En réponse, le gouvernement iranien traite ses homologues canadiens d'extrémistes, en plus d'annuler la rencontre entre le chef du parlement iranien, Ali Larijani, et les députés canadiens de la Chambre des communes du Canada.